# Chiesa di San Giovanni Bosco (Lignano Sabbiadoro)
La chiesa di San Giovanni Bosco è la parrocchiale di Lignano Sabbiadoro, in provincia ed arcidiocesi di Udine; fa parte della forania della Bassa Friulana.

## Storia
Lignano, città recente sorta con lo sviluppo del turismo balneare, inizialmente faceva parte della parrocchia di Pertegada, istituita nel 1926 scorporandone il territorio da quella di Latisana.
La prima chiesa venne costruita tra il 1937 e il 1938 su progetto di Cesare Miani. Divenuta a sua volta parrocchiale nel 1945, risultava già in quell'occasione troppo angusta e così venne incaricato Luciano Ria di progettare un nuovo edificio. I lavori iniziarono nel 1962, ma si edificarono solo l'abside e la cripta, che vennero collegate alla chiesa tramite due scalinate. Alla fine degli anni ottanta si demolì la chiesa di Miani e se ne costruì un'altra, completando così l'opera di Ria.

## Descrizione
La concezione architettonica della chiesa superiore è dinamica nel gioco ridondante dei volumi, sviluppato attorno al perno centrale dell’altare, prolungato all'esterno dall'audacissima guglia, nel plasticismo del soffitto in cemento armato, che si gonfia come le vele di una imbarcazione sospinte dal vento, nonché nel ricco cromatismo delle vetrate, a simboleggiare l'esaltazione della luce e del mare.